# 中嶋茜
中嶋 茜（なかしま あかね、1990年8月17日 - ）は、日本の女子ゴールボール選手。元ゴールボール女子日本代表。クラスは視覚障害カテゴリーB2。

## 人物
岐阜県中津川市出身、岐阜県立岐阜盲学校時代にゴールボールを始める。2009年にカナダのモントリオールオープントーナメント、東京で開かれたアジアユースパラゲームズと優勝。翌年マレーシアで開催されたアジア選手権大会でも優勝。
日本福祉大学在学中にロンドンパラリンピック（2012年）のゴールボール女子日本代表として欠端瑛子、浦田理恵、安達阿記子らとともに出場 、金メダルを獲得した。
同年、中津川市民栄誉賞を受賞。